# Abu-l-Àbbas Mamun ibn Muhàmmad
Abu-l-Àbbas Mamun ibn Muhàmmad fou el fundador de la dinastia mamúnida de Coràsmia.
Se suposa que era governador (padishah o amir) de Gurgandj probablement com a vassall samànida. La ciutat havia prosperat comercialment a costa de la capital regional Kath, on residien els sobirans anomenats xas de la dinastia afrígida. El 994 els mamúnides donaren suport al general turc samànida rebel Abu Ali al-Simdjuri, mentre els afrígides donaven suport a l'emir samànida Nuh II ben Mansur (976-997) i es suposa que fou en el marc d'aquesta lluita quan Mamun va enderrocar i matar el darrer afrígida Abu Abdallah Muhammad ben Ahmad, que és anomenat "al-Shahid", "el màrtir" per Al-Biruni; Mamun va esdevenir sobirà d'una Coràsmia unificada amb els dos estats, amb el títol de xa de Coràsmia. Els samànides, nominals sobirans de Coràsmia, no van poder fer res en estar ocupats al Khurasan i contra els karakhànides (el 999 foren de fet eliminats pels gaznèvides, si bé encara van resistir fins al 1005).
Mamun fou assassinat pels seus propis guàrdies el 997 i el va succeir el seu fill Abu l-Hasan Ali.